# Josefina
Josefina è una municipalità di sesta classe delle Filippine, situata nella Provincia di Zamboanga del Sur, nella regione della Penisola di Zamboanga.
Josefina è formata da 14 baranggay:
- Bogo Calabat
- Dawa (Diwa)
- Ebarle
- Gumahan (Pob.)
- Leonardo
- Litapan
- Lower Bagong Tudela
- Mansanas
- Moradji
- Nemeño
- Nopulan
- Sebukang
- Tagaytay Hill
- Upper Bagong Tudela (Pob.)